# Henry Andrews Bumstead
Henry Andrews Bumstead (Pekin (Illinois), 1870 — 1920) foi um físico estadunidense.
É conhecido por seu trabalho sobre eletromagnetismo.